# 세콤
세콤 주식회사(일본어: セコム株式会社, 영어: SECOM Co., Ltd)는 일본 도쿄도 시부야구에 본사를 둔 일본 굴지의 시큐리티 서비스 업체이다.
1962년에 설립된 일본 최초의 종합 경비 보장 회사이며 세콤(SECOM)은 ‘Security’와 ‘Communication’의 합성어이다. 도쿄 증권 거래소 1부에 상장된 일본 내 경비 서비스 업계 2위 기업인 종합경비보장의 약 6배, 3위 기업인 센트럴 경비보장의 약 80배에 달하는 규모를 갖고 있다. 세콤 그룹은 일본 뿐만 아니라 대한민국을 포함한 19개국(일본, 미국, 영국, 오스트레일리아, 뉴질랜드, 타이완, 중국, 태국, 베트남, 말레이시아, 싱가포르, 인도네시아 등)에서 사업을 전개하고 있다.

## 관련 기업
- 에스원